# Манчестер на Мору (филм)
Манчестер на Мору (енгл. Manchester by the Sea) амерички је драмски филм из 2016. редитеља и сценаристе Кенета Лонергана. Главне улоге тумаче: Кејси Афлек, Мишел Вилијамс, Кајл Чендлер и Лукас Хеџиз.
Филм је добио шест номинација за награду БАФТА: за најбољи филм, најбољу режију (Лонерган) и најбољег главног глумца (Афлек). Такође је добио пет номинација за награду Златни глобус: најбољи играни драмски филм, најбољег редитеља (Лонерган) и најбољег главног глумца у играном драмском филму (Афлек).
На додели Оскара 2017. филм је номинован у шест категорија — најбољи филм, најбољи редитељ (Лонерган), најбољи главни глумац (Афлек), најбољи глумац у споредној улози (Хеџиз), најбоља глумица у споредној улози (Вилијамсова) и најбољи оригинални сценарио (Лонерган); освојио је два — за најбољег главног глумца и најбољи оригинални сценарио.

## Радња
Након личне трагедије од које се још увек није опоравио, Ли Чендлер (Кејси Афлек) невољно се враћа у родни градић Манчестер на Мору на обали државе Масачусетс. Тамо га дочекује шеснаестогодишњи нећак Патрик (Лукас Хеџиз), који је ненадано остао без оца па је Лију поверена брига над несташним тинејџером.

## Улоге
| Глумац         | Улога          |
| -------------- | -------------- |
| Кејси Афлек    | Ли Чендлер     |
| Мишел Вилијамс | Ренди          |
| Кајл Чендлер   | Џо Чендлер     |
| Лукас Хеџиз    | Патрик Чендлер |